# Повіт Кусе
Пові́т Кусе́ (яп. 久世郡, くせぐん, МФА: [ku̥se guɴ]) — повіт в префектурі Кіото, Японія. До складу повіту входить містечко Куміяма. Станом на 1 жовтня 2017 року його площа становила 13,86 км². Населення складало 15 589 осіб, а густота населення — 1120 осіб/км².